# 大江志乃夫
大江 志乃夫（おおえ しのぶ、1928年2月8日 - 2009年9月20日）は、日本の歴史学者、作家。茨城大学名誉教授。専門は日本近現代史。文学博士（東京教育大学）。

## 人物・経歴
大分県大分市生まれ。父は陸軍軍人の大江一二三。大分県師範学校附属小学校（現大分大学教育福祉科学部附属小学校）、東京市立富久小学校、東京府立第四中学校（現東京都立戸山高等学校）を経て、1944年、熊本陸軍幼年学校を卒業し陸軍予科士官学校へ進学。1945年陸軍航空士官学校に入学し、在学中に敗戦。敗戦による士官学校の解散に伴い復員。1950年旧制第五高等学校卒業、1953年旧制名古屋大学経済学部卒業、1954年名古屋大学大学院経済学研究科中退。四方博ゼミ、次いで塩沢君夫ゼミに参加。同期の宮本憲一と親しくなる。
1954年広島大学政経学部助手、1957年同講師。その後1960年に着任した東京教育大学文学部・文学研究科助教授時代から若手の明治維新史研究者として知られるようになる。1975年東京教育大学文学博士。学位論文の題は「国民教育と軍隊 : 日本軍国主義教育政策の成立と展開 」。    
東京教育大学廃校に際し筑波大学への移動を拒否し、1976年5月茨城大学人文学部教授。1977年から1978年まで東京教育大学文学部教授併任。1985年小説『凩の時』で大佛次郎賞受賞。1993年茨城大学を定年退官、茨城大学名誉教授。
2009年9月20日、急性肺炎のためひたちなか市の病院で死去。指導学生に吉田裕（一橋大学名誉教授）など。

## 著書
- 『明治国家の成立 - 天皇制成立史研究』（ミネルヴァ書房） 1959
- 『戦略経営者列伝 - やぶにらみ資本主義史』（三一書房） 1963
- 『近代日本とアジア』（三省堂新書） 1968
- 『日本の産業革命』（岩波書店） 1968
- 『木戸孝允　維新前夜の群像4』（中央公論社、中公新書） 1968
- 『非戦の思想史』（講談社現代新書） 1969
- 『国民教育と軍隊 - 日本軍国主義教育政策の成立と展開』（新日本出版社） 1974
- 『日露戦争の軍事史的研究』（岩波書店） 1976
- 『戒厳令』（岩波新書） 1978
- 『戦争と民衆の社会史 - 今度此度国の為め』（現代史出版会） 1979
- 『徴兵制』（岩波新書） 1981
- 『昭和の歴史3 天皇の軍隊』（小学館） 1982、小学館・文庫判 1988。小学館ライブラリー 1994
- 『統帥権』（日本評論社） 1983
- 『靖国神社』（岩波新書） 1984
- 『凩の時』（筑摩書房） 1985／ちくま学芸文庫 1992
- 『日本の参謀本部』（中公新書） 1985
- 『日露戦争と日本軍隊』（立風書房） 1987
- 『兵士たちの日露戦争 - 500通の軍事郵便から』（朝日新聞社、朝日選書） 1988
- 『税務署の犯罪 - 納税者の告発』（立風書房） 1988
- 『張作霖爆殺 - 昭和天皇の統帥』（中央公論社、中公新書） 1989
- 『オーストラリア考察紀行 - 地球の裏からみた日本』（朝日新聞社） 1990
- 『御前会議 - 昭和天皇15回の聖断』（中公新書） 1991
- 『靖国違憲訴訟』（岩波書店、岩波ブックレット） 1991
- 『壁の世紀』（講談社） 1992
- 『ペリー艦隊大航海記』（立風書房） 1994／朝日文庫 2000
- 『満州歴史紀行』（立風書房） 1995
- 『東アジア史としての日清戦争』（立風書房） 1998
- 『日本植民地探訪』（新潮社、新潮選書） 1998
- 『徳川慶喜評伝』（立風書房） 1998
- 『バルチック艦隊 - 日本海海戦までの航跡』（中央公論新社、中公新書） 1999
- 『世界史としての日露戦争』（立風書房） 2001
- 『明治馬券始末』（紀伊國屋書店） 2005

### 共著
- 『日本現代史』 上・中・下（藤井松一, 石井金一郎、合同出版） 1961 - 1962
- 『戦後日本の歴史 1945 - 1970』上・下（藤井松一、青木書店） 1970

### 編著
- 渋沢栄一・杉浦譲共著「航西日記　パリ万国博見聞録」-『世界ノンフィクション全集14』（筑摩書房）1962／改訂新版・講談社学術文庫、2024。現代語訳
- 『日本現代史における教科書裁判』（青木書店） 1971
- 『歴史科学体系10 日本の産業革命』（校倉書房） 1977
- 『日本ファシズムの形成と農村』（校倉書房） 1978
- 『日本史10 現代』（有斐閣新書） 1978
- 『十五年戦争極秘資料集9 支那事変大東亜戦争間動員概史』（不二出版） 1988

### 共編著
- 『東京教育大学たたかいの記録 1962 - 1970年』（家永三郎、法政大学出版局） 1971
- 『近代日本史の基礎知識 - 史実の正確な理解のために』（藤原彰, 今井清一、有斐閣） 1972
- 『核時代のなかの安保体制』（渡辺洋三、労働旬報社） 1981
- 『市民社会の思想 - 水田洋教授退官記念論集』（宮本憲一, 永井義雄、御茶の水書房） 1983
- 『岩波講座 近代日本と植民地』全8巻（浅田喬二, 三谷太一郎, 後藤乾一, 小林英夫, 高崎宗司, 若林正丈, 川村湊、岩波書店） 1993